# Vuoripuro (vattendrag i Kajanaland)
Vuoripuro är ett vattendrag i Finland.   Det ligger i den ekonomiska regionen  Kajana ekonomiska region  och landskapet Kajanaland, i den centrala delen av landet, 500 km norr om huvudstaden Helsingfors.